# Francesco Pentini
Francesco Pentini (ur. 11 grudnia 1797 w Rzymie, zm. 17 grudnia 1869 tamże) – włoski kardynał.

## Życiorys
Urodził się 11 grudnia 1797 roku w Rzymie. W młodości został referendarzem Trybunału Obojga Sygnatur i klerykiem, a następnie dziekanem Kamery Apostolskiej. 16 marca 1863 roku został kreowany kardynałem diakonem i otrzymał diakonię Santa Maria in Portico (Campitelli). Zmarł 17 grudnia 1869 roku w Rzymie.